# Miss Mundo 1975
Miss Mundo 1975 fue la 25.ª edición del certamen de Miss Mundo, cuya final se llevó a cabo el 20 de noviembre de 1975 en el Royal Albert Hall, Londres, Reino Unido. La ganadora fue Wilnelia Merced de Puerto Rico. Fue coronada por Miss Mundo 1974, Anneline Kriel de Sudáfrica.

## Resultados
| Resultados Finales      | Finalistas |
| ----------------------- | --- |
| Miss Mundo 1975         | - Puerto Rico - Wilnelia Merced |
| 1° Finalista            | - Alemania - Marina Langner |
| 2° Finalista            | - Reino Unido - Vicki Harris |
| 3° Finalista            | - Cuba - Maricela Maxie Clark |
| 4° Finalista            | - Yugoslavia - Lidija Velkovska |
| Top 7                   | - Haití - Joelle Apollon - Venezuela - María Conchita Alonso |
| Semifinalistas (Top 15) | - Australia - Anne Davidson - Finlandia - Leena Kaarina Vainio - India - Anjana Sood - Líbano - Ramona Karam - Mauricio - Mariella Tse-Sik-Sun - Santa Lucía - Sophia St Omer - Sudáfrica - Rhoda Rademeyer † - Uruguay - Carmen Abal |

### Premiaciones Especiales
- Miss Personalidad:  Singapur - Maggie Siew Teen Sim
- Miss Fotogénica:  Suazilandia - Vinah Thembi Mamba

## Candidatas
67 candidatas participaron en el certamen.
| - África del Sur - Lydia Gloria Johnstone - Alemania - Marina Langner - Argentina - Lilian Noemí De Asti - Aruba - Cynthia Marlene Bruin - Australia - Anne Davidson - Austria - Rosemarie Holzschuh - Bahamas - Ava Marilyn Burke - Barbados - Peta Hazel Greaves - Bélgica - Christine Delmelle - Bermudas - Donna Louise Wright - Bolivia - María Mónica Guardia - Brasil - Zaida Souza Costa - Canadá - Normande Jacques - Colombia - Amanda Amaya Correa - Corea - Lee Sung-hee - Costa Rica - María Mayela Bolaños Ugalde - Cuba - Maricela Clark - Curazao - Elvira Nelly Maria Bakker - Dinamarca - Pia Isa Lauridsen - El Salvador - Ana Stella Comas Durán - Estados Unidos - Annelise Ilschenko - Filipinas - Suzanne Gonzalez - Finlandia - Leena Kaarina Vainio - Francia - Sophie Sonia Perin - Gibraltar - Lillian Anne Lara - Grecia - Bella Adamopoulou - Guam - Dora Ann Quintanilla Camacho - Guernsey - Carol Dawn Le Billon - Haití - Joelle Apollon - Holanda - Barbara Ann Neefs - Honduras - Etelinda Mejía Velásquez - Hong Kong - Teresa Chu Tsui-Kuen - India - Anjana Sood - Irlanda - Elaine Rosemary O'Hara | - Islandia - Halldóra Björk Jónsdóttir - Israel - Atida Mor - Italia - Vanna Bortolini - Japón - Chiharu Fujiwara - Jersey - Susan Maxwell de Gruchy - Líbano - Ramona Karam - Luxemburgo - Marie Thérèse Manderschied - Malasia - Siti Fauziah Haron - Malta - Marie Grace (Mary) Ciantar - Mauricio - Marielle Tse Sik-Sun - México - Blanca Patricia López Esparza - Nicaragua - María Auxiliadora Paguaga Mantilla - Noruega - Sissel Gulbrandsen - Nueva Zelanda - Janet Andrea Nugent - Perú - Mary Orfanides Canakis - Puerto Rico - Wilnelia Merced - Reino Unido - Vicki Ann Harris - República Dominicana - Carmen Rosa Arredondo Pou - Santa Lucía - Sophia St. Omer - Seychelles - Amelie Lydia Michel - Singapur - Maggie Siew Teen Sim - Sri Lanka - Angela Seneviratne - Sudáfrica - Rhoda Rademeyer † - Suecia - Agneta Catharina Magnusson - Suiza - Franziska Angst - Suazilandia - Vinah Thembi Mamba - Tailandia - Raevadee Pattamaphong - Trinidad y Tobago - Donna Sandra Dalrymple - Túnez - Monia Dida - Turquía - Harika Degirmenci - Uruguay - Carmen Abal - Venezuela - María Concepción Alonso Bustillo - Yugoslavia - Lidija Velkovska |

### Reemplazos
- Italia - Anna Vitale abandona la competencia para cuidar a su madre enferma, Vitale fue remplazada por Vanna Bortolini quien fuera la primera finalista en la competencia nacional.
- Sudáfrica - Vera Johns fue descalificada por tener la nacionalidad rhodesiana (hoy Zimbabue), su nacionalidad aparentemente no violaba las normas del concurso, a la primera finalista Crystal Coopers su padre no le dio la autorización de competir allí al saberse que la primera no iría a ser despojada de su título, finalmente Rhoda Rademeyer representó a su nación tras terminar como segunda finalista.

## Sobre los países en Miss Mundo 1975

### Debut
- Curazao
- El Salvador
- Haití
- Santa Lucía
- Suazilandia

### Retiros
- Botsuana
- España: Se retiró de la competencia apenas se supo del fallecimiento del general Francisco Franco.
- Jamaica
- Madagascar
- Zambia

### Regresos
- Compitió por última vez en 1955:
  -  Cuba
- Compitieron por última vez en 1965:
  -  Bolivia
  -  Uruguay
- Compitió por última vez en 1971:
  -  Trinidad y Tobago
- Compitieron por última vez en 1973:
  -  Islandia
  -  Luxemburgo
  -  Mauricio
  -  Perú
  -  Seychelles
  -  Turquía

### Crossovers
Miss Universo
| - 1975: Austria - Rosemarie Holzschuh - 1975: Bélgica - Christine Delmelle - 1975: Bermudas - Donna Louise Wright - 1975: Francia - Sophie Sonia Perin - 1975: Luxemburgo - Marie Thérèse Manderschied - 1975: Reino Unido - Vicki Ann Harris (Top 12) | - 1976: Argentina - Lilian Noemí De Asti (Top 12) - 1976: Aruba - Cynthia Marlene Bruin - 1976: Canadá - Normande Jacques - 1976: Irlanda - Elaine Rosemary O'Hara - 1976: Malta - Marie Grace (Mary) Ciantar - 1976: Mauricio - Marielle Tse Sik-Sun - 1982: Bahamas - Ava Marilyn Burke (Miss Fotogénica) |

Miss Internacional
- 1975:  Austria - Rosemarie Holzschuh
- 1975:  Canadá - Normande Jacques
- 1975:  Líbano - Ramona Karam
- 1976:  Francia - Sophie Sonia Perin (Ganadora)
- 1976:  Malasia - Fauziah Haron
- 1978:  Nicaragua - Auxiliadora Paguaga

## Otros datos de relevancia
- María Conchita Alonso (Venezuela) ahora es una famosa actriz y cantante conocida en toda Latinoamérica.